# Plourhan
Plourhan [pluʁɑ̃] est une commune du département des Côtes-d'Armor, dans la région Bretagne, en France.
Plourhan appartient au pays historique du Goëlo.

## Géographie

### Communes limitrophes
| Plouha   | Tréveneuc | Saint-Quay-Portrieux  |
| Pléguien | Plourhan  | Binic-Étables-sur-Mer |
| Lantic   | Lantic    | Binic-Étables-sur-Mer |

### Hydrographie
Pour un article plus général, voir Réseau hydrographique des Côtes-d'Armor.
La commune est située dans le bassin Loire-Bretagne. Elle n'est drainée par aucun cours d'eau,.

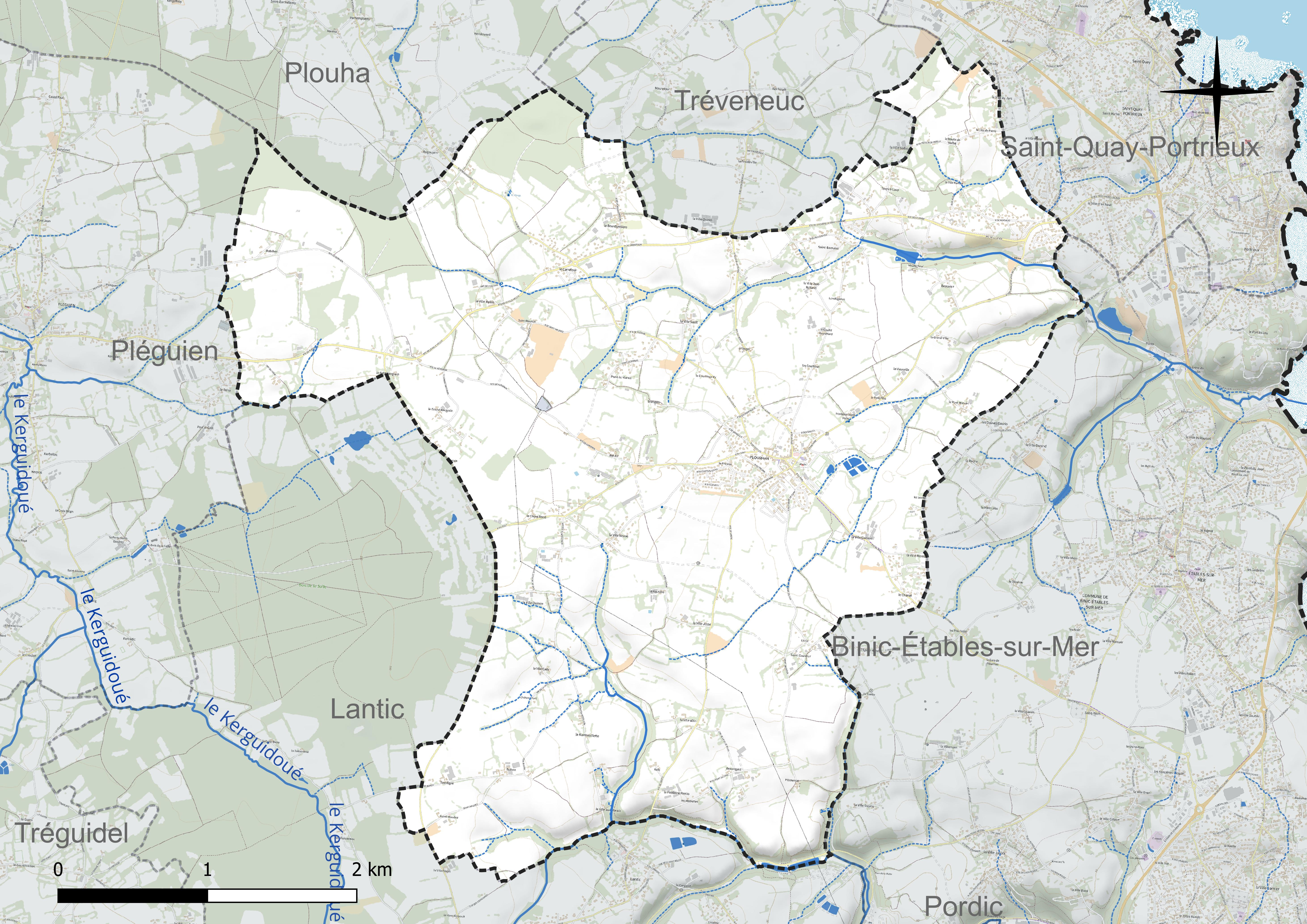
Réseau hydrographique de Plourhan.

### Climat
Pour des articles plus généraux, voir Climat de la Bretagne et Climat des Côtes-d'Armor.
En 2010, le climat de la commune est de type climat océanique franc, selon une étude du CNRS s'appuyant sur une série de données couvrant la période 1971-2000. En 2020, Météo-France publie une typologie des climats de la France métropolitaine dans laquelle la commune est exposée à un climat océanique et est dans la région climatique  Finistère nord, caractérisée par une pluviométrie élevée, des températures douces en hiver (6 °C), fraîches en été et des vents forts. Parallèlement l'observatoire de l'environnement en Bretagne publie en 2020 un zonage climatique de la région Bretagne, s'appuyant sur des données de Météo-France de 2009. La commune est, selon ce zonage, dans la zone « Littoral », exposée à un climat venté, avec des étés frais mais doux en hiver et des pluies moyennes.  
Pour la période 1971-2000, la température annuelle moyenne est de 11,2 °C, avec  une amplitude thermique annuelle de 10,6 °C. Le cumul annuel moyen de précipitations est de 736 mm, avec 12,5 jours de précipitations en janvier et 6,4 jours en juillet. Pour la période 1991-2020, la température moyenne annuelle observée sur la station météorologique la plus proche, située sur la commune de Trémuson à 12 km à vol d'oiseau, est de 11,4 °C et le cumul annuel moyen de précipitations est de 757,3 mm,. Pour l'avenir, les paramètres climatiques de la commune estimés pour 2050 selon différents scénarios d’émission de gaz à effet de serre sont consultables sur un site dédié publié par Météo-France en novembre 2022.

## Urbanisme

### Typologie
Au 1er janvier 2024, Plourhan est catégorisée commune rurale à habitat dispersé, selon la nouvelle grille communale de densité à 7 niveaux définie par l'Insee en 2022.
Elle appartient à l'unité urbaine de Binic-Étables-sur-Mer, une agglomération intra-départementale dont elle est une commune de la banlieue,. Par ailleurs la commune fait partie de l'aire d'attraction de Saint-Brieuc, dont elle est une commune de la couronne,. Cette aire, qui regroupe 51 communes, est catégorisée dans les aires de 200 000 à moins de 700 000 habitants,.

### Occupation des sols
L'occupation des sols de la commune, telle qu'elle ressort de la base de données européenne d’occupation biophysique des sols Corine Land Cover (CLC), est marquée par l'importance des territoires agricoles (91,4 % en 2018), en diminution par rapport à 1990 (92,7 %). La répartition détaillée en 2018 est la suivante : 
zones agricoles hétérogènes (49,2 %), terres arables (39,8 %), forêts (5,1 %), zones urbanisées (3,5 %), prairies (2,4 %). L'évolution de l’occupation des sols de la commune et de ses infrastructures peut être observée sur les différentes représentations cartographiques du territoire : la carte de Cassini (XVIIIe siècle), la carte d'état-major (1820-1866) et les cartes ou photos aériennes de l'IGN pour la période actuelle (1950 à aujourd'hui).

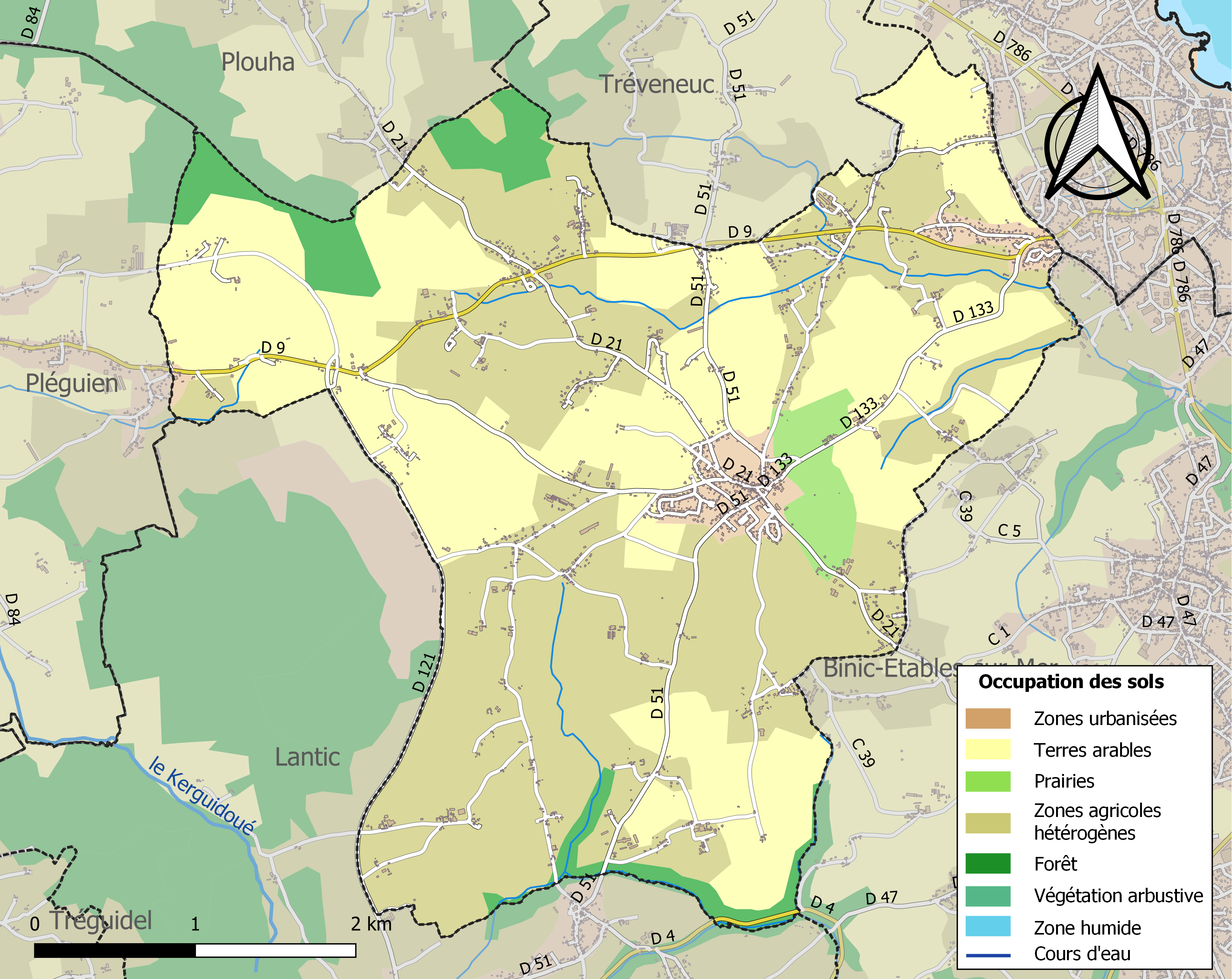
Carte des infrastructures et de l'occupation des sols de la commune en 2018 (CLC).

## Toponymie
Le nom de la localité est attesté sous les formes Ecclesia de Plorhan en 1181, Plorenn en 1181, Plorhan en 1233, Ploorhan en 1260, Plorhen en 1281, Plorhan vers 1330.
 
On trouve la forme Plourhan dès 1415.
Son nom vient du breton plou (paroisse) et de Saint Gourhan, qui vécut au IXe siècle.
Les habitants de Plourhan sont surnommés "Pieds de bœufs" par leurs voisins du littoral car il s'agit d'une commune à forte tradition agricole.

## Histoire

### Moyen Âge
Sous l'Ancien Régime, Plourhan était une paroisse appartenant à l'évêché de Saint-Brieuc et au comté du Goëlo.
La seigneurie de Plourhan devient Comté dès le début du XVe siècle.

### Le XXe siècle

#### Les guerres du XXe siècle
Le monument aux Morts porte les noms de 85 soldats morts pour la Patrie :
- 60 sont morts durant la Première Guerre mondiale.
- 19 sont morts durant la Seconde Guerre mondiale.
- 2 sont morts durant la Guerre d'Indochine.
- 4 sont morts de façon indéterminée.

## Héraldique
| Blason de Plourhan | Blason  | De gueules aux deux barres d'argent.             |
| Blason de Plourhan | Détails | Le statut officiel du blason reste à déterminer. |

## Politique et administration

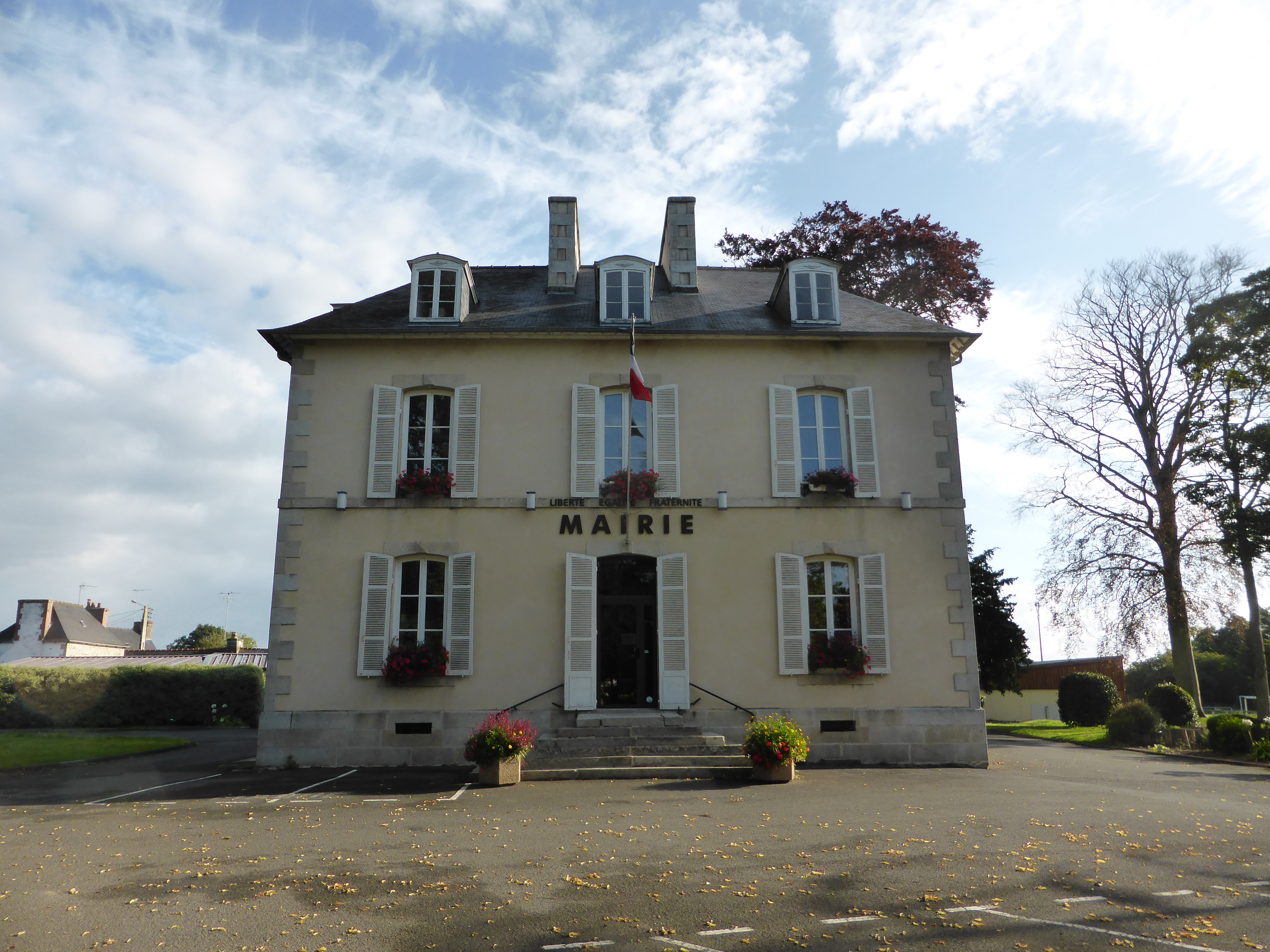
Mairie de Plourhan.

| Période                                  | Période           | Identité       | Étiquette   | Qualité |
| ---------------------------------------- | ----------------- | -------------- | ----------- | --- |
| Les données manquantes sont à compléter. |                   |                |             | |
| 1879                                     | 1929              | Léon Le Cornec | Droite      | Propriétaire du manoir de la Ville-Hellio Conseiller général d'Étables-sur-Mer (1901 → 1907) |
| 1929                                     | mars 1965         | Jean Le Recis  |             | |
| mars 1965                                | juin 1979 (décès) | Hubert Bouliou |             | |
| juillet 1979                             | mars 1989         | Jean Martin    |             | Docteur en médecine |
| mars 1989                                | mars 2001         | Jean Le Breton | DVD         | Agriculteur, maire honoraire (2013) |
| mars 2001                                | En cours          | Loïc Raoult    | PS puis DVG | Préparateur en pharmacie hospitalière Conseiller général d'Étables-sur-Mer (1998 → 2015) Président de la CC du Sud Goëlo (2008 → 2016) 10e vice-président Saint-Brieuc Armor Agglomération (2020 → 2023) Président de l'AMF 22 (2020 → 2023) |
| Les données manquantes sont à compléter. |                   |                |             | |

## Démographie
L'évolution du nombre d'habitants est connue à travers les recensements de la population effectués dans la commune depuis 1793. Pour les communes de moins de 10 000 habitants, une enquête de recensement portant sur toute la population est réalisée tous les cinq ans, les populations de référence des années intermédiaires étant quant à elles estimées par interpolation ou extrapolation. Pour la commune, le premier recensement exhaustif entrant dans le cadre du nouveau dispositif a été réalisé en 2006.

En 2022, la commune comptait 2 137 habitants, en évolution de +7,44 % par rapport à 2016 (Côtes-d'Armor : +1,78 %, France hors Mayotte : +2,11 %).
| 1793  | 1800  | 1806  | 1821  | 1831  | 1836  | 1841  | 1846  | 1851  |
| ----- | ----- | ----- | ----- | ----- | ----- | ----- | ----- | ----- |
| 1 570 | 1 713 | 1 651 | 1 845 | 1 911 | 1 938 | 1 956 | 2 121 | 2 154 |

| 1856  | 1861  | 1866  | 1872  | 1876  | 1881  | 1886  | 1891  | 1896  |
| ----- | ----- | ----- | ----- | ----- | ----- | ----- | ----- | ----- |
| 1 993 | 2 213 | 2 252 | 2 138 | 2 142 | 2 073 | 2 038 | 1 915 | 1 835 |

| 1901  | 1906  | 1911  | 1921  | 1926  | 1931  | 1936  | 1946  | 1954  |
| ----- | ----- | ----- | ----- | ----- | ----- | ----- | ----- | ----- |
| 1 797 | 1 657 | 1 621 | 1 584 | 1 522 | 1 447 | 1 401 | 1 429 | 1 279 |

| 1962  | 1968  | 1975  | 1982  | 1990  | 1999  | 2006  | 2011  | 2016  |
| ----- | ----- | ----- | ----- | ----- | ----- | ----- | ----- | ----- |
| 1 193 | 1 164 | 1 157 | 1 189 | 1 326 | 1 549 | 1 880 | 1 959 | 1 989 |

| 2021  | 2022  | - | - | - | - | - | - | - |
| ----- | ----- | - | - | - | - | - | - | - |
| 2 088 | 2 137 | - | - | - | - | - | - | - |

## Lieux et monuments

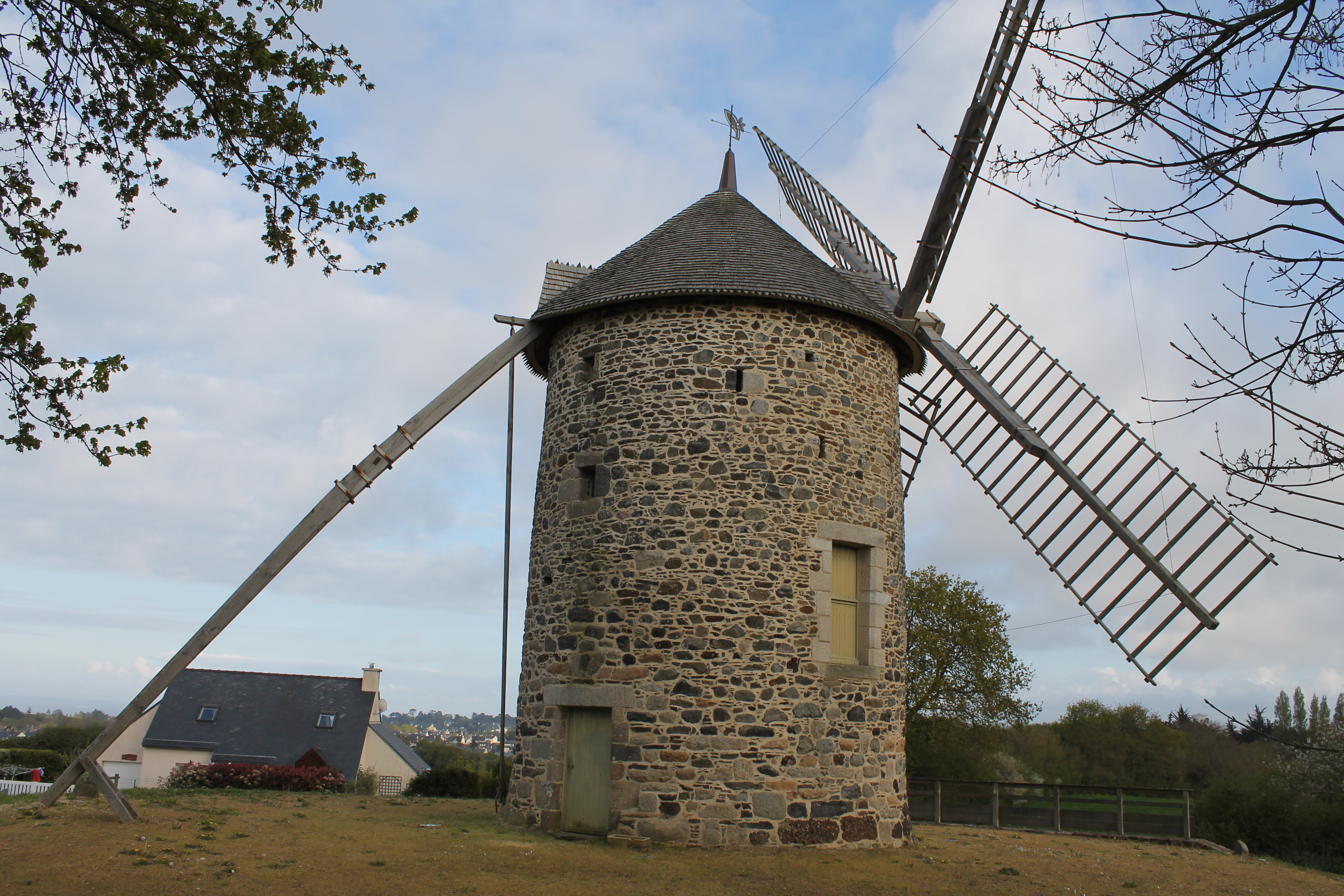
Moulin de Merlet.

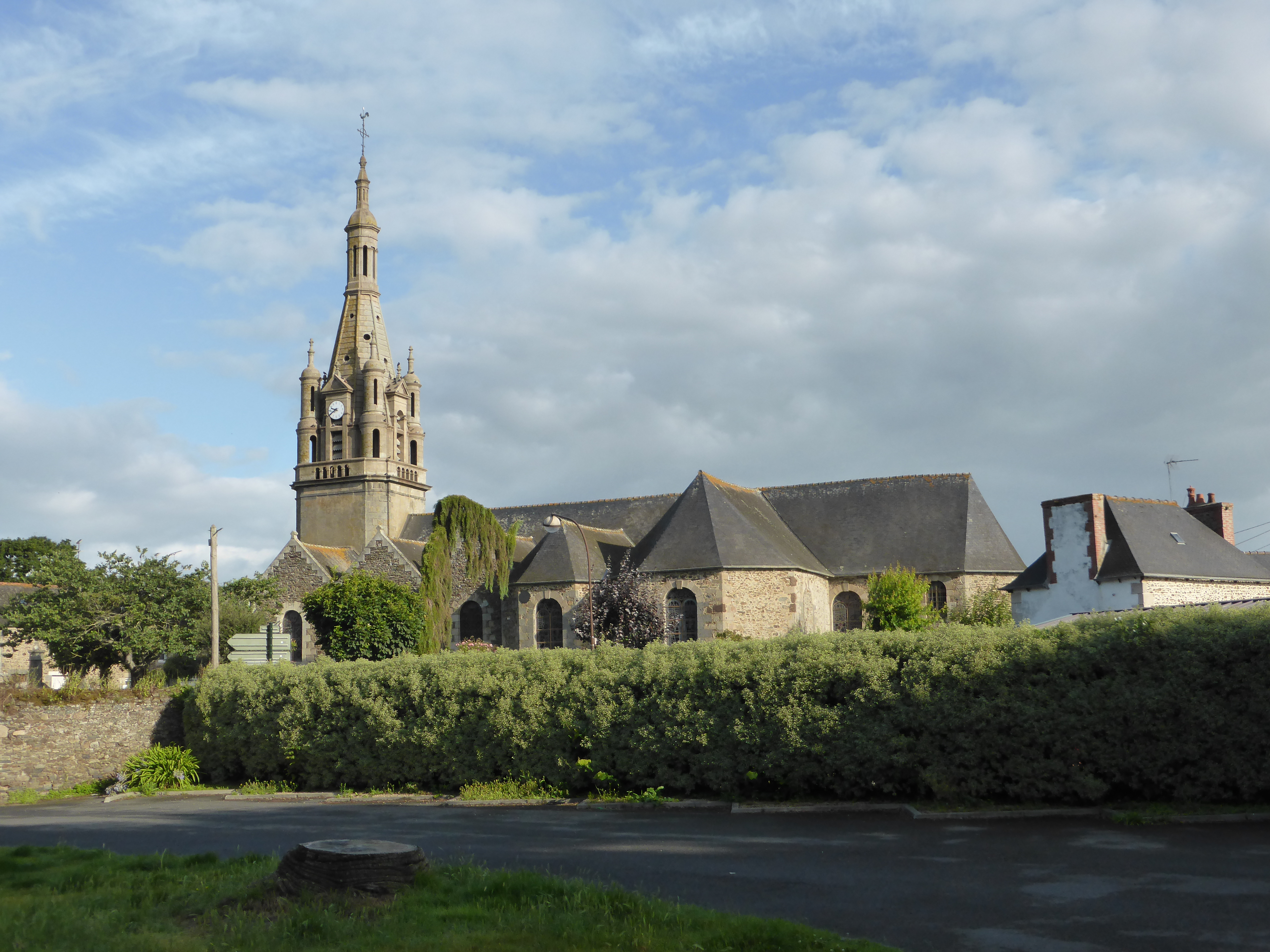
Église Saint-Pierre de Plourhan.

- Moulin de Merlet, construction de 1542, acheté par la municipalité en 2002, il fut restauré en 2003 par M. Gilles Morio, qui a également refait la totalité du lot charpente, menuiserie et mobilier spécifique du moulin Saint-Michel sur la commune de Saint-Quay-Portrieux, le mécanisme du moulin à marée de l'île de Bréhat, et bien d'autres comme le moulin à vent de Lamballe.
- Chapelle Saint-Barnabé, connue par le passé pour son pardon des oiseaux[24].
- Chapelle Notre-Dame du Roha[24].
- Église Saint-Pierre (voir aussi : Chaire à prêcher de l'église Saint-Pierre de Plourhan).
- Chapelle de Saint-Maudez.

## Jumelages
- Gérompont (Belgique) depuis 1974 ;
- Tressaint (France) depuis 2012 ;